# Tapacul de Loja
El tapacul de Loja (Scytalopus androstictus) és una espècie d'ocell de la família dels rinocríptids (Rhinocryptidae).

## Hàbitat i distribució
Habita als matolls de l'alta muntanya dels Andes al sud del riu Zamora, a l'Equador meridional i nord del Perú, al nord del riu Marañón.

## Taxonomia
Considerat una subespècie del tapacul de páramo (S. opacus), ha passat a ser considerat una espècie de ple dret arran treballs recents.